# 佐藤惠允
佐藤惠允（日语：／ Satō Kein、2001年7月11日—）是日本的一位足球選手。他出身于東京都世田谷區，父親是哥倫比亞人，母親是日本人。佐藤曾就读于明治大学，在2023年加入德甲雲達不萊梅。在场上的位置是前锋。